# Cornelia Johanna de Vogel

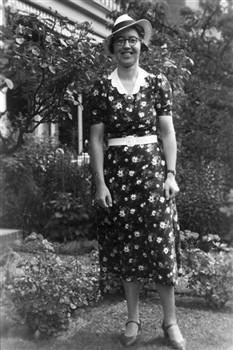
Cornelia Johanna de Vogel (1939)

Cornelia Johanna de Vogel (* 27. Februar 1905 in Leeuwarden; † 7. Mai 1986 in Renesse, Schouwen-Duiveland) war eine niederländische Philosophiehistorikerin und Theologin.

## Leben und Forschungen
De Vogel war die Tochter des Apothekers Cornelis Johannes de Vogel (1860–1926) und seiner Frau Janna Jansje Theunisse (1871–1951). Sie hatte eine Schwester Anna Rosa Josia, die auf den Tag genau ein Jahr älter war. Die liberalen und unreligiösen Eltern legten großen Wert auf die kulturelle Entwicklung der beiden Mädchen. So lernte de Vogel unter anderem Piano spielen. Von 1918 bis 1924 besuchte sie das Stedelijk Gymnasium in Leeuwarden. Schon in dieser Zeit interessierte sie sich für Theosophie und die griechische Philosophie.

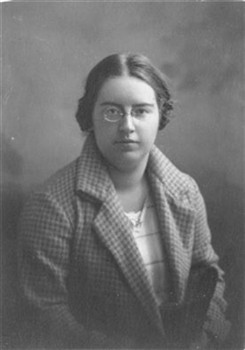
Cornelia Johanna de Vogel (1925)

Von 1924 an studierte sie an der Universität Utrecht Klassische Philologie und Philosophie. Unter dem Einfluss des Neukantianers, Altphilologen und Christen Bernard Jan Hendrik Ovink (1862–1944) begann sie, die protestantischen Theologen Karl Barth und Emil Brunner zu lesen. Im Dezember 1927 ließ sie sich dann in der Hervormde Kerk taufen. Am 4. Juli 1927 hatte sie bereits ihr kandidaatexamen abgelegt. Danach arbeitete sie neben ihren weiteren Studien zwei Jahre lang als Lehrerin für Alte Sprachen am Christelijk Lyzeum in Harderwijk, um mit dem Verdienst 1929/1930 an der Universität Leiden Philosophie zu studieren. Am 1. Juli 1932 erwarb sie das doctoraalexamen in den Alten Sprachen in Utrecht. Danach ging sie zwei Jahre an die École française d’Athènes, um ihre Dissertation bei dem Philosophen Johannes Christiaan Franken (1891–1941), Ovinks Nachfolger, vorzubereiten. Aufgrund ernster rheumatischer Anfälle schrieb sie dieses Werk, Een keerpunt in Plato’s denken. Historisch-philosophische studie, in ihrem Elternhaus in Leeuwarden auf dem Bett liegend; zeitweise konnte sie auch nicht laufen. Dennoch wurde sie am 1. Mai 1936 cum laude promoviert. Von 1938 bis 1946 war sie als Hauslehrerin für Griechisch und Latein in Den Haag tätig.
In Athen hatte sie eine platonische Beziehung mit dem verheirateten belgischen Archäologen Edward van Laere begonnen, die bis zu dessen Tod 1956 dauern sollte. Als die Ehe ihres Freundes scheiterte, fühlte sie sich daran mit schuldig. In dieser Krise dachte de Vogel intensiv über das Problem von Sünde und Gnade nach. Die sola-fide-Lehre der Reformation genügte ihr nicht mehr. Die Lektüre der Lectures on justification (1838) des englischen, zu dem Zeitpunkt noch anglikanischen Theologen John Henry Newman veranlasste sie 1939, mit Newmans gedachten over de rechtvaardiging eine 500-seitige Abhandlung zu diesem Thema zu verfassen. Sie neigte immer stärker der römisch-katholischen Kirche zu, wie sie in ihrer Schrift Ecclesia Catholica. Redelijke verantwoording van een persoonlijke keuze festhielt. Am 21. Dezember 1944 trat sie im Redemptoristenkloster zu Wittern (Zuid-Limburg) offiziell zur katholischen Kirche über. Auf Anraten ihres geistlichen Betreuers legte sie ein Gelübde ab, unverheiratet zu bleiben und ihr Leben vollständig der Wissenschaft zu widmen.
Am 7. Dezember 1946 wurde de Vogel zur Professorin für klassische und mittelalterliche Philosophie an der Universität Utrecht ernannt. Am 19. Mai 1947 hielt sie ihre Antrittsrede Een groot probleem uit de antieke wijsbegeerte gezien in zijn historisch perspectief. Mit dem 8. Mai 1968 änderte sich ihr Lehrauftrag. Sie war nun Ordinarius (gewoon hoogleraar) für Wijsbegeerte van de klassieke oudheid en de oud-christelijke wijsbegeerte. 1974 wurde sie emeritiert; ihre Abschiedsrede am 23. Januar 1974 lautete: Aeterna veritas. Hedendaagse problemen betreffende neoplatonisme & christendom.
Mit Schriften wie Aan de Katholieken van Nederland. Aan allen (1973) und De grondslag van onze zekerheid: over de problemen van de Kerk van heden. Een bijdrage tot reële theologische discussie (1977) engagierte sich de Vogel sich auch nach ihrer Emeritierung intensiv innerhalb der katholischen Theologie und Kirche.

## Schriften (Auswahl)
- Een keerpunt in Plato’s denken. Historisch-philosophische studie. Amsterdam 1936.
- Newmans gedachten over de rechtvaardiging. Wageningen 1939.
- Ecclesia Catholica. Redelijke verantwoording van een persoonlijke keuze. Utrecht und Brüssel 1946.
- Greek philosophy. A collection of texts selected and supplied with some notes and explanations. Leiden 1950.
- Greek Philosophy I, Thales to Plato. Leiden 1950.
- Greek Philosophy II, Aristotle; The early peripatetic school and the early academy. Leiden 1953.
- Greek Philosophy III, The Hellenistic-Roman Period. Leiden 1959.
- Pythagoras and early Pythagoreanism. An interpretation of neglected evidence on the philosopher Pythagoras. Assen 1966.
- Plato : de filosoof van het transcendente. Baarn 1968.
- Het humanisme en zijn historische achtergrond. Assen 1968.
- Philosophia. Assen 1970.
- Rethinking Plato and Platonism. Leiden 1986.